# OP Anderson Aquavit

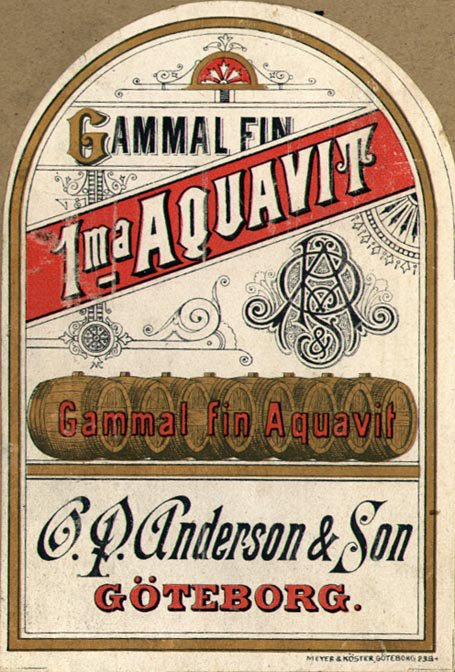
O.P. Anderson originaletikett från 1891. Av senare tiders etikett framgår det inte längre att drycken härstammar från Göteborg.

O.P. Anderson Aquavit är en akvavit som lanserades 1891 till Göteborgsutställningen under namnet "Gammal Fin 1ma Aquavit" (1ma ska utläsas "prima"). Firman som tillverkade den hette O.P. Anderson & Son i Göteborg. O.P. Anderson Aquavit är Sveriges mest sålda och äldsta akvavit, med smaksättning av kummin, anis och fänkål, samt ekfatskaraktär (efter åtta månader på ekfat). Drycken är uppkallad efter fabrikören Olof Peter Anderson. 

O.P. Anderson Aquavit från 1891 är den äldsta kommersiella kryddade brännvinssorten i Sverige. Andra svenska akvaviter är bland annat Skåne Akvavit som är en mildare variant av O.P. Sherryfatslagrade varianter är Gammal Norrlands Akvavit och tappningar som är smaksatta med whisky såsom Herrgårds Aquavit.

## O.P. Anderson & Son
Olof Peter Anderson föddes 1797 och kom 1814 till Göteborg där han arbetade i Petter Grönbergs Kemikaliehandel. År 1823 startade han eget och handlade med kemikalier och byggnadsmateriel. Från 1850-talet drev han firman tillsammans med sin son Carl August och det var då verksamheten koncentrerades till spritbranschen. Då O.P. Anderson Aquavit lanserades hade Olof Peter Anderson varit död i 15 år. Drycken marknadsfördes under namnet Gammal Fin 1ma (prima) Aquavit. I folkmun kallades den OP, men det namnet kom på flasketiketterna långt senare. Tillverkningen pågick fram till 1917 då den övertogs av AB Vin- & Spritcentralen.
Numera tillverkas den av Altia Sweden  på O.P. Anderson Distillery i Matfors, Sundsvalls kommun.